# Graphomya campbelli
Graphomya campbelli är en tvåvingeart som beskrevs av M. Josephine Mackerras 1932. Graphomya campbelli ingår i släktet Graphomya och familjen husflugor. Inga underarter finns listade i Catalogue of Life.